# 谢伷
谢伷（?—?），南北朝时南朝陈大臣，陈郡阳夏（今河南省太康县）人。陈后主时尚书仆射。谢庄的玄孙，謝瀹的曾孙，谢举的孙子，谢嘏之子。
至德三年（585年）八月己酉，陈叔宝以左民尚书谢伷为吏部尚书。至德四月（586年）十月癸亥，尚书仆射江总为尚书令，吏部尚书谢伷为尚书仆射。禎明二年（588年）六月辛丑，尚书仆射谢伷为特进。隋朝灭陈後，不再为官。